# Pierpaolo dalle Masegne
Pierpaolo dalle Masegne est un sculpteur et architecte italien né au XIVe siècle à Venise, où il est mort au XVe siècle.            

## Biographie
Frère du sculpteur Jacobello dalle Masegne, il a un style qui rappelle fortement les décorations gothiques. 
En 1368, sa présence à Udine est documentée pour la construction de la cathédrale locale. 
Entre 1388 et 1392, les deux frères réalisent l'autel de l'église San Francesco de Bologne et l'iconostase de la basilique Saint-Marc de Venise. Dans ce dernier travail, les sculptures des parties latérales sont attribuées à Pierpaolo.
Pierpaolo aide en 1400 Jacobello à construire les façades de la cathédrale San Pietro de Mantoue, œuvre détruite au XVIIIe siècle, qui est reproduite sur un tableau de Domenico Morone, L'Expulsion des Bonacolsi, conservé au palais ducal de la ville. Cette façade se caractérise par un couronnement de niches surmontées de flèches abritant des statues et d'un baldaquin élancé au dessus du portail. Pierpaolo en réalise tout l'ensemble sculpté pour 200 ducats.
Il réalise le monument funéraire de l'épouse de François Gonzague, Marguerite Malatesta, qui mourut en 1399. Ce monument est érigé dans la chapelle des Gonzague de l'église San Francesco à Mantoue. Le tombeau de marbre orné du gisant sont aujourd'hui conservés au palais ducal.
À Vicence, à San Lorenzo, il réalise une arche de Bartolomeo da Porto dans la chapelle de l'abside gauche.
Dans les années 1400, il se voit également confier la décoration d'une fenêtre de la sala del Maggior Consiglio du palais des Doges à Venise.

## Galerie

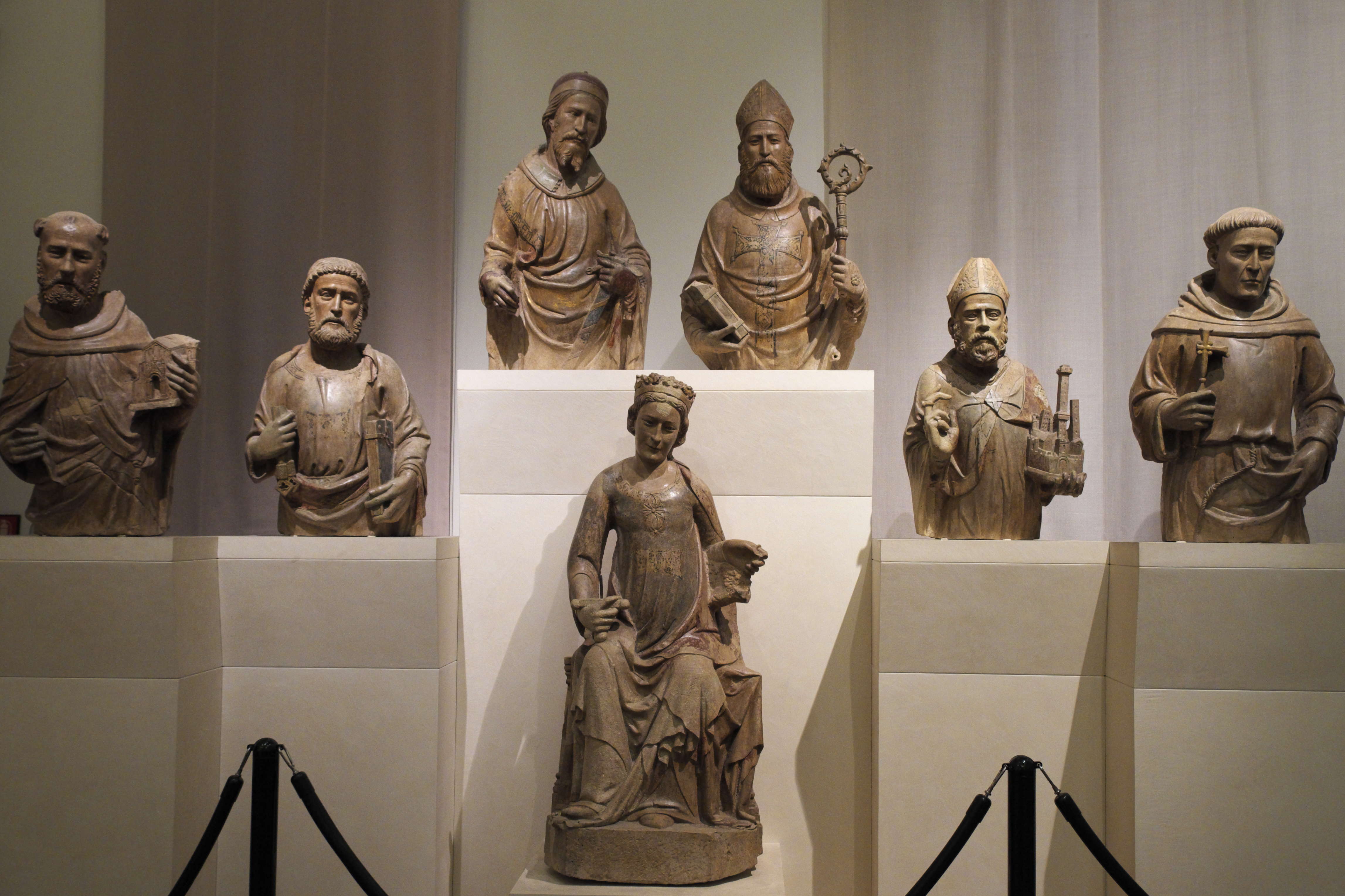
Musée civique médiéval  Bologne
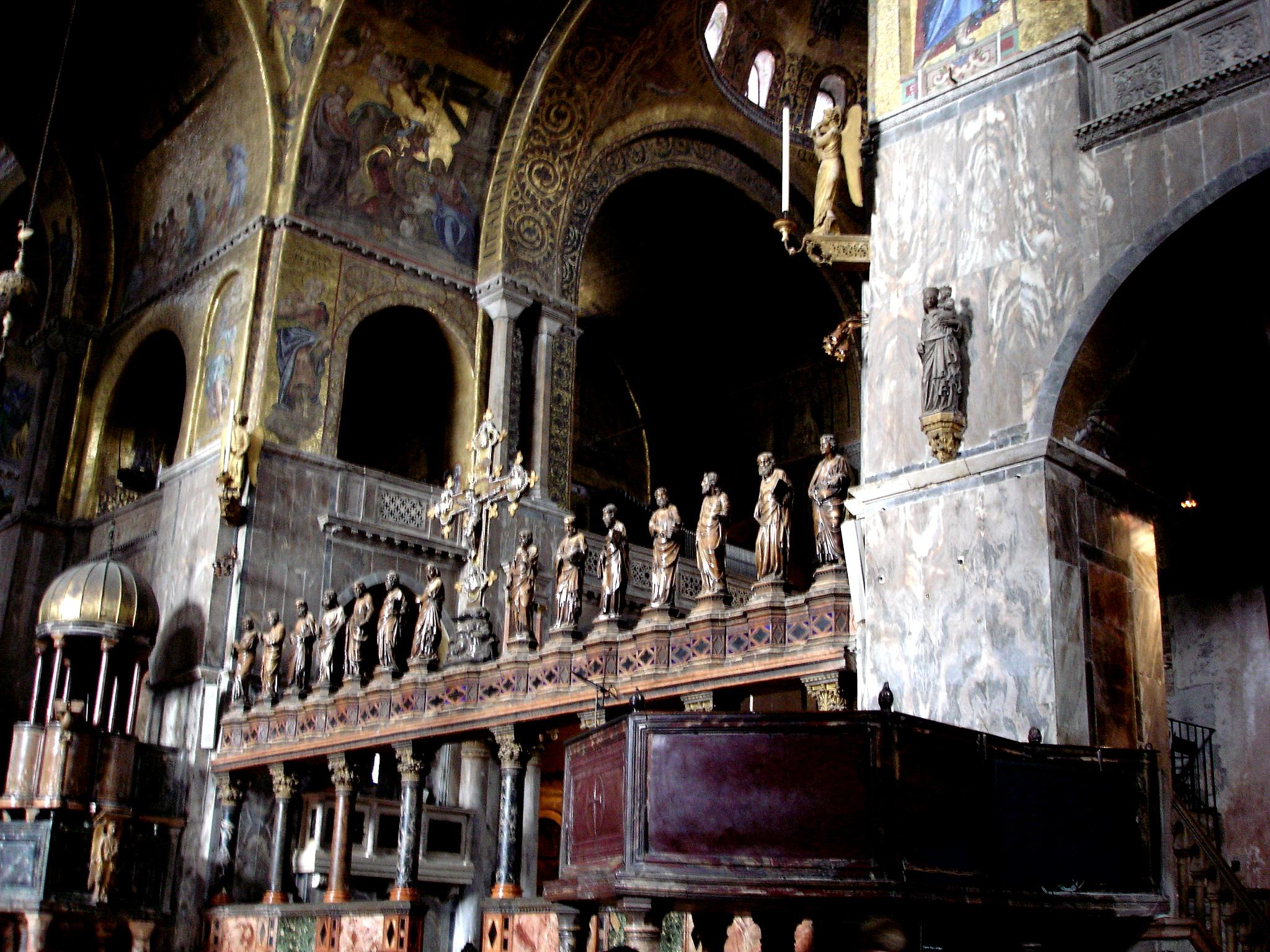
Iconostase de la basilique Saint Marc à Venise
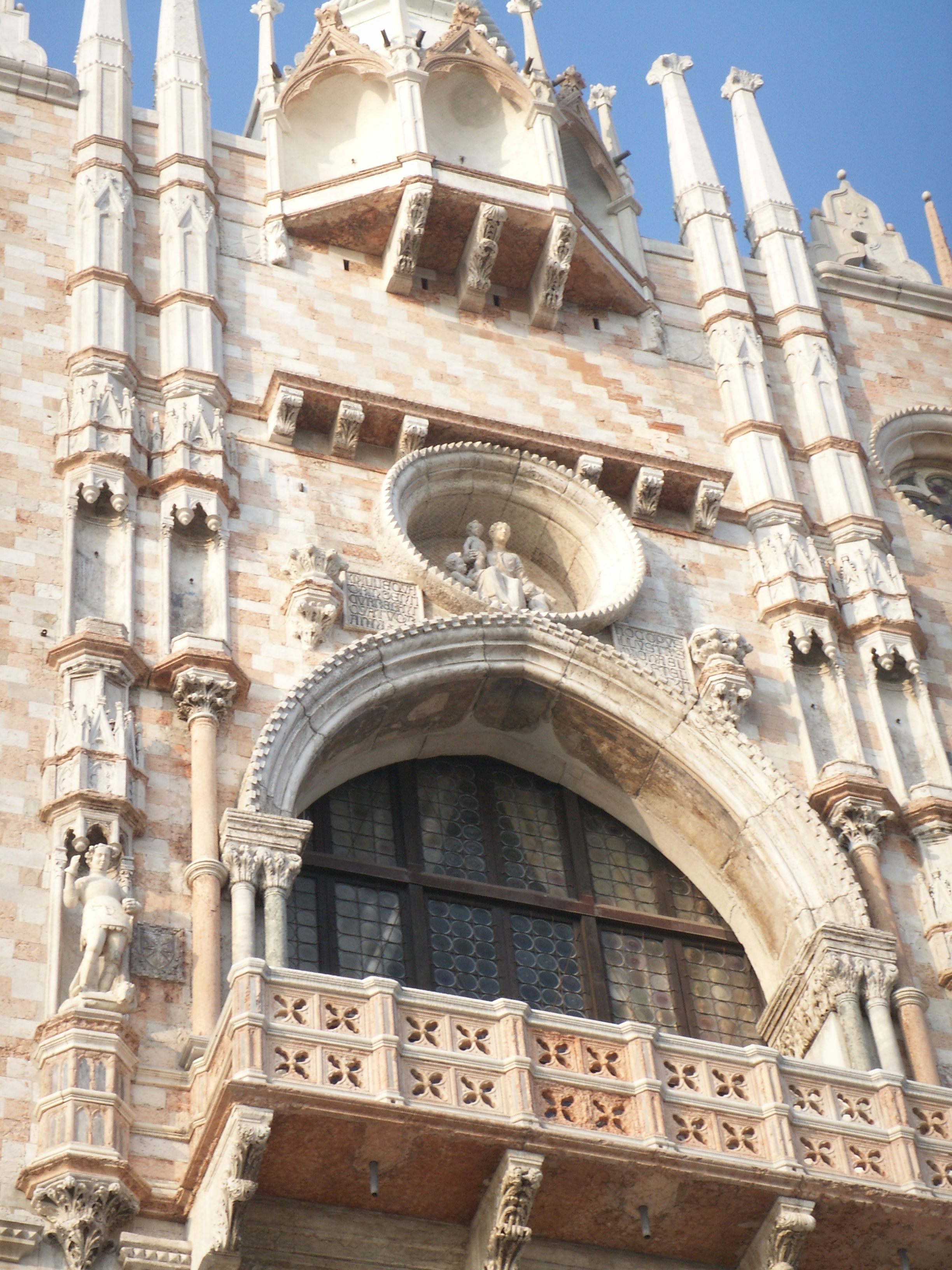
Palais ducal de Venise
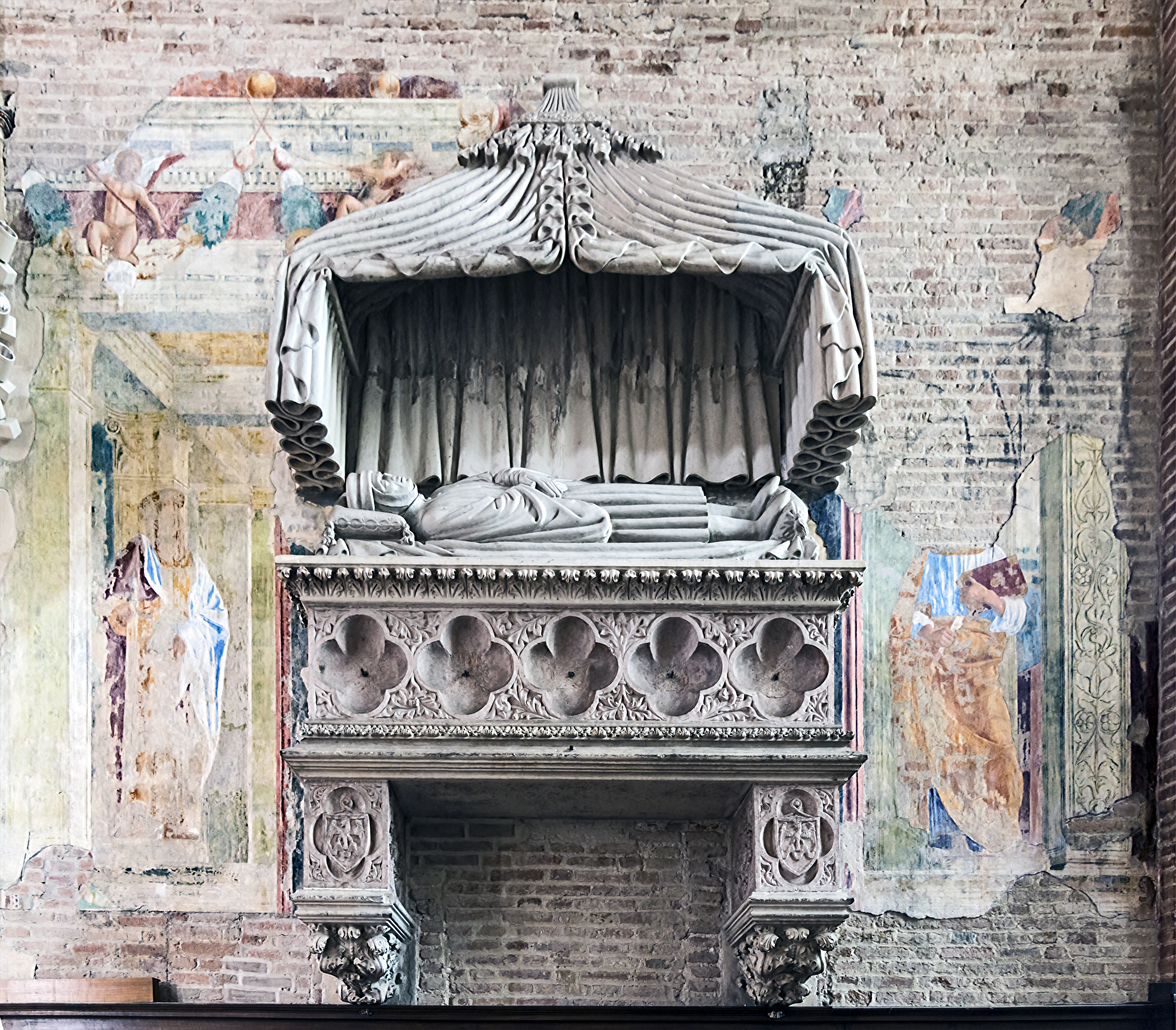
Arc de Bartolomée de Porto, église de San Lorenzo de Vicenza
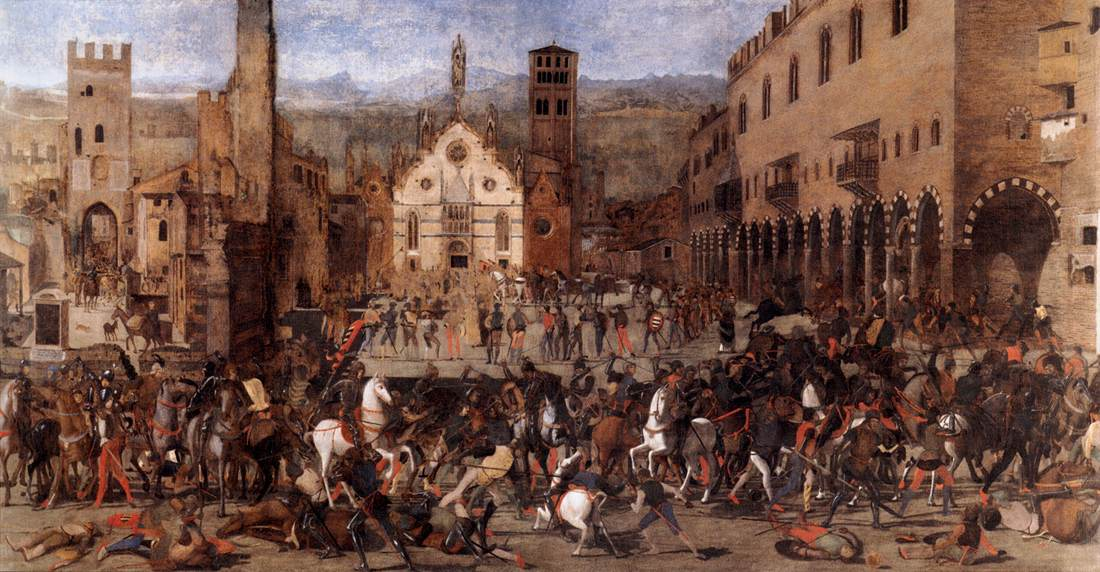
Domenico Morone, L'Expulsion des Bonacolsi (1494), palais ducal de Mantoue